# Hannah Caroline Aase
Hannah Caroline Aase (12 de juliol de 1883-23 de novembre de 1980) va ser una botànica i curadora nord-americana.
Va desenvolupar activitats acadèmiques en la Universitat Estatal de Washington, iniciant la seva carrera en la seva facultat i va ser professora.

## Llibres
- Francis Marion Ownbey, Hannah Caroline Aase. 1955. Cytotaxonomic studies in Allium. Nº 1-3 de Research studies of the State College of Washington: Monographic supplement. Editor State College of Washington, 106 pàg.
- Hannah Caroline Aase. 1930. Cytology of triticum, secale, and aegilops hybrids, with reference to phylogeny. Editor State College of Washington, 60 pàg.
- Edward Franklin Gaines, Hannah Caroline Aase. 1926. A haploid wheat plant. Nº 6 de Contribution (State College of Washington. Dept. of Botany). Edició reimpresa de College of Agriculture and Exp. Sta. 13 pàg.